# Église Saint-Martin de Bleury
L'église Saint-Martin est une église située à Bleury, en France,.

## Localisation
L'église est située dans le département français d'Eure-et-Loir, sur la commune de Bleury.

## Historique
L'église date du XVIe siècle.
La pierre tombale gravée de Léonor de Lars, dame de Saint-Sec, est classée au titre des monuments historiques en 1904,. Le reste de l'église est inscrit depuis 2007